# Comic Neue
 Comic Neue es una fuente tipográfica script lanzada en 2014. Fue diseñada por Craig Rozynski y Hrant Papazian como una nueva versión más moderna y refinada de la criticada tipografía Comic Sans.

## Diseño

Comparación de Comic Sans y Comic Neue. Al crear la nueva tipografía, Rozynski hizo los trazos más rectos y más regulares.

Comic Neue fue diseñada por Craig Rozynski, un diseñador gráfico australiano cuya residencia está en Japón. Él quiso crear un tipo de letra script similar a la fuente de Microsoft Comic Sans, creada por Vincent Connare en la década de los 90. Comic Sans ha sido llamada "el tipo de letra más criticada del mundo". Rozynski tenía como objetivo actualizar Comic Sans para que sea más adecuada y más ampliamente aceptable, con un aspecto menos desgarbado y más inteligente, por lo que basó su diseño en los glifos originales de la Comic Sans y "los mezcló para darles forma" para crear una nueva tipografía.
Rozynski quería refinar las formas de las letras originales para hacerlas más sofisticadas, para crear "una nueva versión [del original] que no pudiera ser criticada fácilmente", al tiempo que "mantenía la honestidad que hizo que Comic Sans fuera tan popular".
Cuando tuvo la idea de "salvar" a la Comic Sans, Rozynski pensó que el proyecto tardaría un mes en completarse; en realidad tomó tres años. Él planeó la tipografía como una broma, pero comenzó a tomarlo en serio, encargando a Hrant Papazian de la empresa The MicroFoundry mejorar los contornos, el espaciado y el interletraje de las 12 fuentes de la familia.  
Fue lanzada en abril de 2014 y una campaña de micromecenazgo de Kickstarter recaudó con éxito 10.000 dólares para expandir el tipo de letra para soportar idiomas que no fueran Inglés. La tipografía original se puede descargar de forma gratuita desde su sitio web oficial, pero Rozynski ha sugerido que puede vender futuros lanzamientos más completos. Dijo que esperaba que una empresa de tipos o una biblioteca de tipos en línea como Adobe TypeKit, lo recogiera.

## Variantes
El tipo de letra originalmente se lanzó en dos variantes: Comic Neue y Comic Neue Angular. En este último, los remates redondeados que terminan cada trazo se hacen angulares. Rozynski afirma que la versión angular fue "un feliz accidente". Ambas variantes incluyen pesos en negrita, normales y ligeros, y cada peso está disponible en letras romana y cursiva.
Poco después del lanzamiento inicial, se anunciaron planes para desarrollar caracteres que admitan otros idiomas europeos.

## Recepción
Las críticas sobre la tipografía han sido mayormente positivas. John Brownlee de Co Design opinó que Comic Neue tuvo éxito en refinar a Cómic Sans sin dejar de ser casual: "Si Comic Sans se asemeja a la letra de una persona de 10 años de edad, con una excelente caligrafía; Cómic Neue es la letra de molde de ese mismo niño como estudiante de secundaria". Amanda Kooser de CNET describió a Comic Neue como "el hermano mucho más atractivo y mundano de Comic Sans" y opinó que la nueva tipografía había redimido con éxito el original "muy difamado". La reportera del Washington Post, Caitlin Dewey, también afirmó que Comic Neue es una mejora en la tipografía original e hizo a Comic Sans "genial otra vez". Tyler McCarthy de The Huffington Post simplemente se refirió a Comic Neue como "una versión un poco menos horrible de Comic Sans", mientras que Jacob Kastrenakes lo describió en The Verge como "una fuente elegante, delgada pero juguetonamente rizada que generalmente es mucho más agradable de leer que la Comic Sans".
Por otro lado, el escritor de cómics Mark Evanier dijo que el tipo de letra era una mejora en Comic Sans, pero que aún no cumplía con los estándares de un dibujante profesional. Dijo que el tipo de letra funcionaba bien en mayúsculas y minúsculas juntas, pero no cuando se usaba en mayúsculas, que era como se escribían los cómics.  Vincent Connare, el diseñador original de la Comic Sans, pensó que Comic Neue no era lo suficientemente casual. Rozynski ha notado que la mayoría de las críticas a la tipografía provienen de diseñadores tipográficos en lugar de gráficos.